# Jolly Old Saint Nicholas
Jolly Old Saint Nicholas (Guter alter Sankt Nikolaus) ist ein Carol aus den Vereinigten Staaten. Der Verfasser des Textes und der Komponist sind unbekannt. Es wurde wahrscheinlich in der 2. Hälfte des 19. Jahrhunderts oder im frühen 20. Jahrhundert geschrieben.
Es mündet in eine Wunschliste mit den folgenden Schlußversen:
As for me, my little brain

Isn’t very bright;

Choose for me, old Santa Claus,

What you think is right.
In Übersetzung:
Was mich betrifft, mein Köpfchen

Ist nicht sehr helle;

Wähle für mich aus, alter Santa Claus,

Was Du für richtig hältst.

## Text
Jolly old Saint Nicholas,

Lean your ear this way!

Don’t you tell a single soul

What I’m going to say;

Christmas Eve is coming soon;

Now, you dear old man,

Whisper what you’ll bring to me;

Tell me if you can.

When the clock is striking twelve,

When I’m fast asleep,

Down the chimney broad and black,

With your pack you’ll creep;

All the stockings you will find

Hanging in a row;

Mine will be the shortest one,

You’ll be sure to know.

Johnny wants a pair of skates;

Susy wants a dolly;

Nellie wants a story book;

She thinks dolls are folly;

As for me, my little brain

Isn’t very bright;

Choose for me, old Santa Claus,

What you think is right.

Rhythmisch korrekte, dadurch teils freie Übersetzung:

Guter alter Weihnachtsmann,

dreh den Kopf zu mir.

Bitte vertrau keinem an,

was ich sage dir:

Heiligabend kommt schon bald

und so bitt´ ich dich:

flüster mir ganz leis´ ins Ohr,

was du bringst für mich.

Wenn die Uhr dann zwölf mal schlägt,

tief im Schlaf ich bin,

kommst du samt Geschenkesack

schwarz aus dem Kamin.

Weihnachtsstrümpfe hängen dort

schön in einer Reih´

und mein kleiner Weihnachtsstrumpf,

der ist auch dabei.

Rollschuhe wünscht Johnny sich,

Barbies Annegret,

Nelly will ein gutes Buch,

findet Barbies blöd.

Nur mein armes kleines Hirn

denkt sich gar nichts aus.

Suche, lieber Weihnachtsmann,

selbst was für mich raus.

## Videos
- Klangbeispiele: a; b; c